# ياسوهيرو ماميا
ياسوهيرو ماميا (間宮康弘 ماميا ياسوهيرو) هو مؤدي أصوات ياباني ولد في 17 ديسمبر 1981 في محافظة تشيبا.

## أدواره في الأنمي

### مسلسلات أنمي تلفزيونية
- ون بيس - مانبوشي (الصوت الثاني)، جان آنغو
- دكتور ستون - ماغما
- البدلة المتنقلة جاندام: أيتام الدم الحديدي - كرانك زينت
- ديمنشن دبليو - يوري أنتونوف
- بوروتو: ناروتو نكست جينيريشنز - كيوهو فويفوكي
- هجوم العمالقة Season 3 - ديرك
- دبل ديكر: دوغ آند كيريل - سام بورسيل
- دريفترز - إي ناوماسا
- دي جرايمان HALLOW - نويز ماري
- فيري غون - أوز مير
- أكاديميتي للأبطال - ميميك، غيغانتوماكينا
- فريق الإطفاء الناري: الجزء الثاني - آيرون
- داي الشجاع (2020) - هالو

### أنمي الإنترنت
- مونستر سترايك - دولف واكابا

### أفلام أنمي
- كابانيري الحصن الحديدي: معركة أوناتو - كاغامي

## أدواره في الدبلجة اليابانية
- نيو يوكيو - تشارلز
- تشاودر - شنيتزل
- فيلم ليغو - ميتال بيرد

## وصلات خارجية
- ياسوهيرو ماميا على موقع IMDb (الإنجليزية)
- ياسوهيرو ماميا على موقع ميوزك برينز (الإنجليزية)
- ياسوهيرو ماميا على موقع قاعدة بيانات الفيلم (الإنجليزية)